# Zomerbed

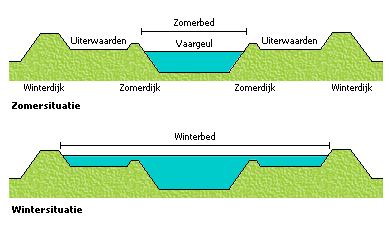
Doorsnede van een rivierbedding

Het zomerbed is de bedding van een rivier, die doorgaans door de rivier wordt gebruikt in de zomer. Hierbij kan gebruik worden gemaakt van zomerdijken, lage dijken dicht bij de rivier. 
Gedurende de winter is er gewoonlijk een grotere toevoer van water, waardoor de rivier buiten het zomerbed kan treden. Het zogenaamde winterbed zorgt er dan voor dat de rivier gereguleerd blijft.